# Euryopis funebris
Euryopis funebris är en spindelart som först beskrevs av Nicholas Marcellus Hentz 1850.  Euryopis funebris ingår i släktet Euryopis och familjen klotspindlar. Inga underarter finns listade i Catalogue of Life.